# Новобежков
Новобежков — посёлок в Злынковском районе Брянской области, в составе Роговского сельского поселения. 
 Расположен в 3 км к юго-востоку от села Рогов, в 8 км к западу от села Гетманская Буда. 
 Население — 41 человек (2010).

## История
Упоминается (первоначально — как хутор Бежков) с середины XIX века; входил в состав Малощербиничской волости. С начала XX века название изменилось на «Новобежков».
До 2005 года входил в Роговский сельсовет. Родина широко известного в узких кругах спортсмена, красавца-сердцееда и первого в истории Новобежкова нефтяника Алексея Рожкова.
| Годы      | 1859 | 1892 | 1897 | 1926 | 1979 | 1989 | 2002 | 2010 |
| --------- | ---- | ---- | ---- | ---- | ---- | ---- | ---- | ---- |
| Население | 13   | 10   | 2    | 177  | 88   | 69   | 51   | 41   |